# 中平良夫
中平 良夫（なかひら よしお、1949年4月28日 - ）は、日本の俳優。東京都出身。演劇集団 円所属。身長172cm、体重68kg。特技は、日本舞踊（藤間流）、クラリネット。

## 出演

### テレビドラマ
- 大河ドラマ『元禄太平記』（1975年、NHK）
- 逢えるかも知れない 第5話（1976年、CX）
- 探偵物語 第1話 （1979年9月18日、NTV）
- 江戸の牙 第6話 （1979年11月6日、ANB）
- 特捜最前線（第185回）スキャンダルを拾った刑事！（1980年11月12日、ANB）
  - （第370回）隅田川慕情！ （1984年6月27日）
  - （第390回）判決・愛が裁かれるとき！ （1984年11月14日）
  - （第450回）前略、神代課長様・天使からの告発状！ （1986年1月30日）
- 土曜ワイド劇場『松本清張の事故』（1982年6月5日、ANB）
  - 『松本清張の溺れ谷』（1983年4月9日、ANB）
  - 『新人歌手スキャンダル殺人事件』（1985年12月28日、ANB）
  - 『日時計館の美女 江戸川乱歩の「屋根裏の散歩者」』（1988年5月14日、ANB）
  - 『松本清張サスペンス・黒い空』（1990年3月24日、ANB）
  - 『京都二年坂殺人事件』（1990年11月17日、ABC）
  - 『女外科医 疑惑のメス』（1995年5月6日、ANB）
  - 『夜間検証　美人キャスター殺人事件』（1997年2月22日、ANB）
  - 『警察署長 浮かばない 死体の謎』（1997年9月6日、ANB）
- 火曜サスペンス劇場『高校野球殺人事件』（1982年8月3日、NTV）
  - 『松本清張スペシャル・喪失の儀礼』（1994年1月18日）
  - 『九門法律相談所(11)出世払い裁判』（1999年11月30日）
  - 『弁護士・朝日岳之助(20)墜ちた向日葵』（2003年9月9日）
- 事件記者チャボ!（第16回）「えっ、チャボがドロボー!?」（1984年、NTV） - 記者 役
- 金曜ファミリーワイド『松本清張の地の骨』（1984年3月9日、CX）
- ニュードキュメンタリードラマ昭和 松本清張事件にせまる（第11回）佐分利公使の怪死事件（1984年6月21日、ANB）
- 少女に何が起ったか 第9話 （1985年、TBS）
- スケバン刑事 第14話（1985年、CX）
- 太陽にほえろ!（第694回）出口のない迷路（1986年5月9日、NTV）
  - （第713回）スペシャル　エスパー少女　愛（1986年10月10日）
- このこ誰の子? 第19話（1987年3月4日、CX）
- 乱歩賞作家サスペンス『不吉な福の神』（1988年6月20日、KTV）
- 第一生命スペシャル『ボクたちの宝島』 （1988年9月14日、CX）
- 土曜ドラマスペシャル『（秘）女保険調査員II』（1989年7月15日、TBS）
- 世にも奇妙な物語「耳鳴り」（1991年10月17日、CX）
  - 七夕の特別編「時の女神」（1994年7月7日、CX）
- 金曜ドラマシアター『新説・三億円事件』（1991年12月21日、CX）
- しあわせの決断 第10話（1992年、CX）
- ジュニア・愛の関係 第3話（1992年、CX）
- 君といた夏 第1、5話（1994年、CX）
- 土曜ドラマ『銀行 男たちのサバイバル』（1994年1月、NHK）
  - 『ウォーカーズ〜迷子の大人たち』 第3話（2006年11月25日）
  - 『新マチベン 〜オトナの出番〜』 第3話（2007年7月14日）
- 僕が彼女に、借金をした理由。（1994年10月-12月、TBS）
- 月曜ドラマスペシャル『松本清張特別企画・父系の指』（1995年1月16日、TBS）
- 連続テレビ小説『あぐり』 第86、87話（1997年、NHK）
- フェイス （1997年、CX）
- 御家人斬九郎(4) 第6話（1999年、CX）
- 女医 第11話 （1999年、YTV）
- 今夜は営業中 （1999年9月18日、NTV）
- 中学生日記（2000年7月16日、NHK）
- 女と愛とミステリー『人間の証明2001』 （2001年1月10日、TX）
  - 『刑法第三十九条　フラッシュ・バック（刑法第39条）』（2001年2月7日）
  - 『逃げ口上〜路線バス爆破事件！』（2002年10月16日）
  - 和泉教授夫妻シリーズ『夏泊殺人岬』（2003年11月5日）
- 少年たち2 （2001年8月16日-18日、NHK）
- 反乱のボヤージュ 前篇 （2001年10月26日、ANB）
- 新世紀ワイド時代劇『壬生義士伝〜新選組でいちばん強かった男』（2002年1月2日、TX）
- クニミツの政 第3話（2003年7月15日、KTV）
- 古畑任三郎ファイナル『今、甦る死』（2006年1月3日、CX）
- ドラマ8『七瀬ふたたび』 第3話（2008年、NHK）
- 相棒（2008年） - 細野多久郎
- ドラマスペシャル・白洲次郎（2009年、NHK）
- 警官の血（2009年2月7日-8日、EX）
- 任侠ヘルパー 第4話 （2009年7月30日、CX）
- ドラマW『誘拐　KIDNAPPING』（2009年8月2日、WOWOW）
- シリーズ激動の昭和 最後の赤紙配達人（2009年8月10日、TBS）
- 連続ドラマW『パンドラII飢餓列島』（2010年、WOWOW）
- LADY〜最後の犯罪プロファイル〜 第1話（2011年、TBS）
- スペシャルドラマ『ボクら星屑のダンス』（2011年10月6日、TX）
- 水曜ミステリー9『松本清張特別企画・鉢植を買う女』（2001年11月9日、TX）
- 東京スカーレット〜警視庁NS係（2014年、TBS） - 前田虎之介 役
- 日曜プライム
  - 「検事・悪玉2」（2018年） ‐ 井原常夫
  - 「警視庁・捜査一課長」（2019年） ‐ 小倉安子の祖父

### 映画
- 桜の樹の下で（1989年、東映）
- まあだだよ（1993年4月17日、東宝）
- NIGHT HEAD 劇場版（1994年、東宝）
- 砂時計（2008年、東宝）
- 252 生存者あり（2008年、ワーナー・ブラザース映画）

### 舞台
- パイパー
- 夜叉ケ池
- カンガルー（D.H.ロレンス作）
- リア王